# Jara Rubin Doyne
Jara Rubin Doyne (beceneve: Bam Doyne) (Little Rock, Arkansas, 1984. október 27. –) amerikai kosárlabdajátékos.
Az egyetemi tanulmányai alatt az újonc Doyne (2003/2004) 24 mérkőzésen szerepelt és öt alkalommal volt kezdő a Mississippi csapatában. Másodévesként a 2004/2005-ös szezonban karriercsúcsot ért el az Illinois ellen (11 pont, és 3 gólpassz). Ekkor 18 mérkőzésen vett részt és csak a Tennessee ellen lépett kezdőként a pályára.
2005 nyarán (július 26-augusztus 6 tartó) a SCORE International és Phil Waldrep Ministries International által szponzorált németországi tornán vett részt. A tornán török, német, orosz és amerikai csapatok játszottak. A Walter Tigers ellen 16 ponttal segítette a csapatát a győzelem megszerzéséhez.
A 2005/2006-os szezonban mind a 30 mérkőzésen pályára lépett ebből 26-szor volt a kezdőcsapat tagja. Karriercsúcsot ért el a Dél-Karolina ellen 4 labdaszerzés és 9 ponttal.
A 2006/2007-es szezonban a csapatkapitány Doyne az egyetlen játékos volt aki mind a 34 mérkőzésen kezdőként lépett pályára. Ebben a szezonban ért el dobott pontokban karriercsúcsot (28 pont) és vezette győzelemre csapatát a Dél-Alabama ellen.
A 2007/2008-as évadban a bajnok Szombathely csapatánál következők voltak az átlagai: 34 játszott perc, 21 dobott pont, 3 szerzett labda, 2 gólpassz, 4 lepattanó.
A 2010/2011-es évadban 23,3-as pontátlagával az NB I alapszakaszának gólkirálya.
2014-ben újra a Falco KC Szombathelyhez igazolt.

## Sikerei
- háromszoros All-State performer (2001, 2002, 2003)
- háromszoros All-Conference selection (2001-2003)
- Arkansas Gatorade év játékosa (2002)
- 5A Kelet MVP (2002)
- magyar bajnok a Falco KC csapatával (2007/2008)
- CEBL-kupa győztes az Albacomp kosárlabda csapatával (2008/2009)

## Klubjai
- 2003–2007  Ole Miss Rebels (Mississippi) (NCAA)
- 2007–2008  Falco KC Szombathely
- 2008–2009  Albacomp
- 2009–2010  Marso-Vagép Nyíregyháza KK
- 2010–2011  Falco KC Szombathely
- 2011–2012  Pécsi VSK-Pannonpower
- 2014- Falco KC Szombathely